# Carpobrotus
Genre
Classification phylogénétique
Carpobrotus est un genre de plantes à fleurs de la famille des Aizoacées.
Ce sont des  plantes succulentes rampantes, qui forment des tapis denses. Originaires d'Afrique du Sud, différentes espèces ont été introduites sur les côtes méditerranéennes ou californiennes pour leur qualité à la fois ornementale et fixatrice du sable. Cependant, dans certains cas, elles se sont révélées une menace pour la biodiversité des écosystèmes locaux en devenant des espèces invasives, notamment dans le Parc national de Port-Cros sur l'Île de Bagaud.
Les fleurs très colorées ont la forme de marguerites. Le nom fait référence aux fruits comestibles. Il vient du grec "καρπός - karpos" (fruit), et "βρωτός - brôtos" (mangeable).

## Principales espèces
Le genre compte environ 25 espèces largement répandues dans le monde. La plupart viennent d'Afrique du Sud, mais une espèce vient d'Amérique du Sud, une autre de Californie et d'Oregon
Quatre espèces sont originaires d'Australie (Nouvelle-Galles du Sud).
Voici les principales espèces :
- Carpobrotus acinaciformis (L.) L. Bolus
- Carpobrotus aequilaterus
- Carpobrotus chilensis
- Carpobrotus deliciosus (L. Bolus) L. Bolus - Fruit comestible
- Carpobrotus dulcis L. Bolus - Fruit comestible frais.
- Carpobrotus edulis (L.) N.E. Br. - Plante connue sous de nombreux noms vernaculaires : Figue des Hottentots, Figue de mer, Figue marine, Doigts de sorcières, Mains de sorcières, Griffe de sorcière, Doigt de fée, etc. Les fleurs peuvent prendre diverses couleurs, allant du jaune au pourpre. Les fruits sont comestibles.
- Carpobrotus glaucescens (Haw.) Schwantes
- Carpobrotus modestus
- Carpobrotus muirii (L. Bolus) L. Bolus - Fruit sec comestible.
- Carpobrotus rossii
- Carpobrotus virescens

## Utilisation comme plante couvre-sol
Carpobrotus acinaciformis est souvent utilisé comme couvre-sol en raison de sa croissance rapide, ses capacités de fixation du terrain et sa résistance à la sécheresse, mais aussi au feu.
Des carpobrotus sont aussi utilisés pour fixer les cordons dunaires dans le sud de l'Angleterre.
Cependant, le Carpobrotus est une espèce envahissante particulièrement bien adaptée au climat méditerranéen d'où elle est originaire. Elle peut ainsi recouvrir de larges zones, empêchant le développement de toute autre plante (exclusion compétitive) et contribuant ainsi à une forte diminution de la richesse floristique de ces zones.

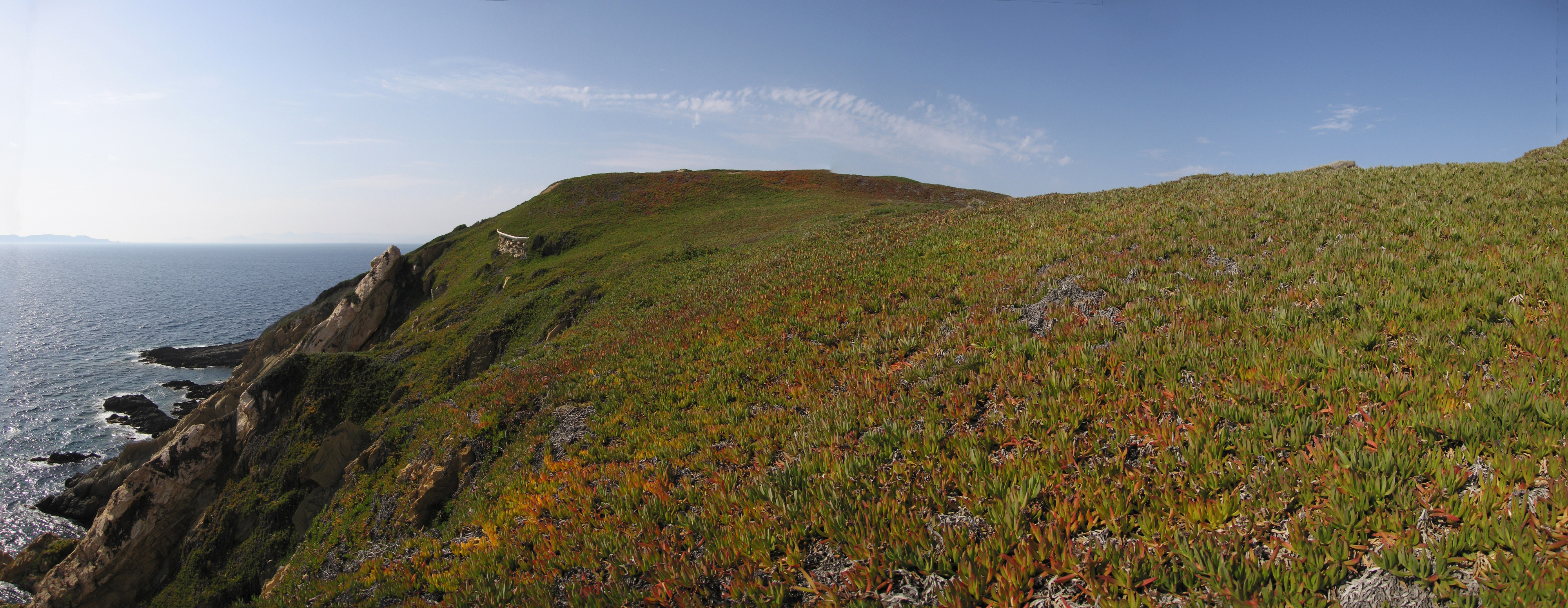
Zone entièrement recouverte de Carpobrotus sur l'île de Bagaud (Parc National de Port-Cros).

## Propriétés médicamenteuses
Le jus des feuilles de Carpobrotus edulis est un astringent doux. Dilué dans de l'eau, il peut être utilisé pour traiter la diarrhée, la dysenterie et des crampes d'estomac. Ou encore comme un gargarisme pour les maux de gorge et la laryngite, ainsi que pour les infections bactériennes légères de la bouche.

## Images

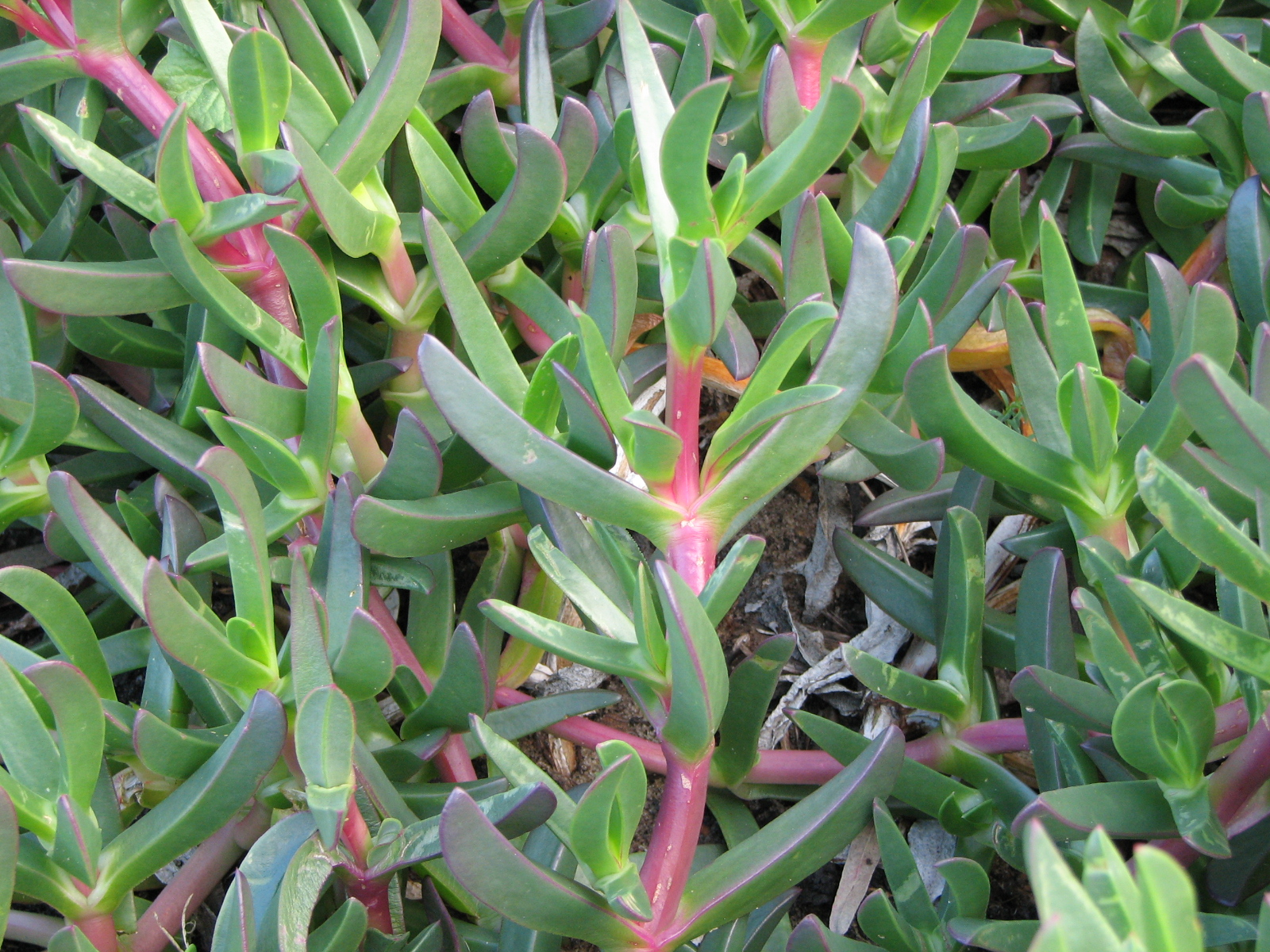
Feuilles à section triangulaire
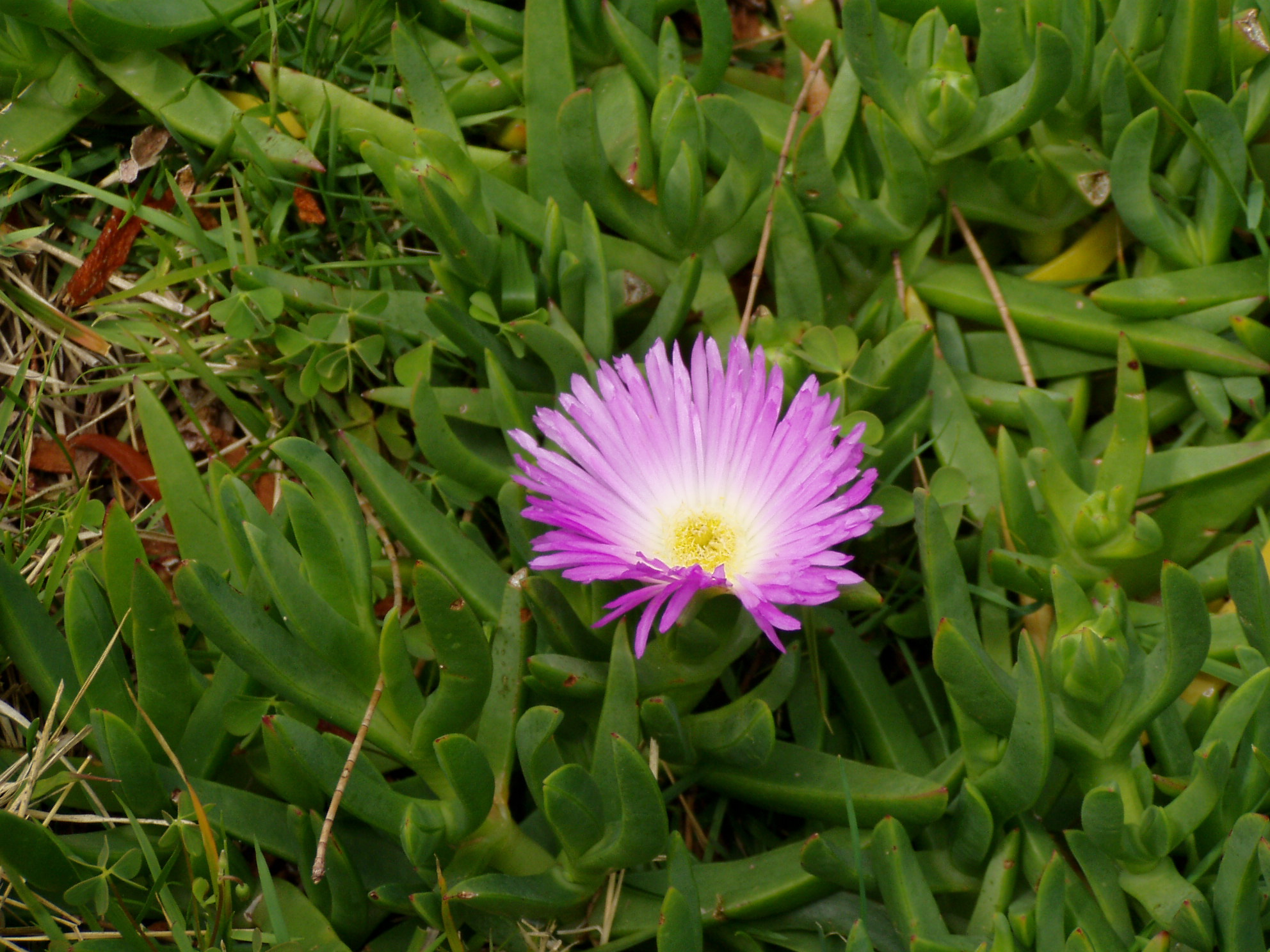
Carpobrotus glaucescens
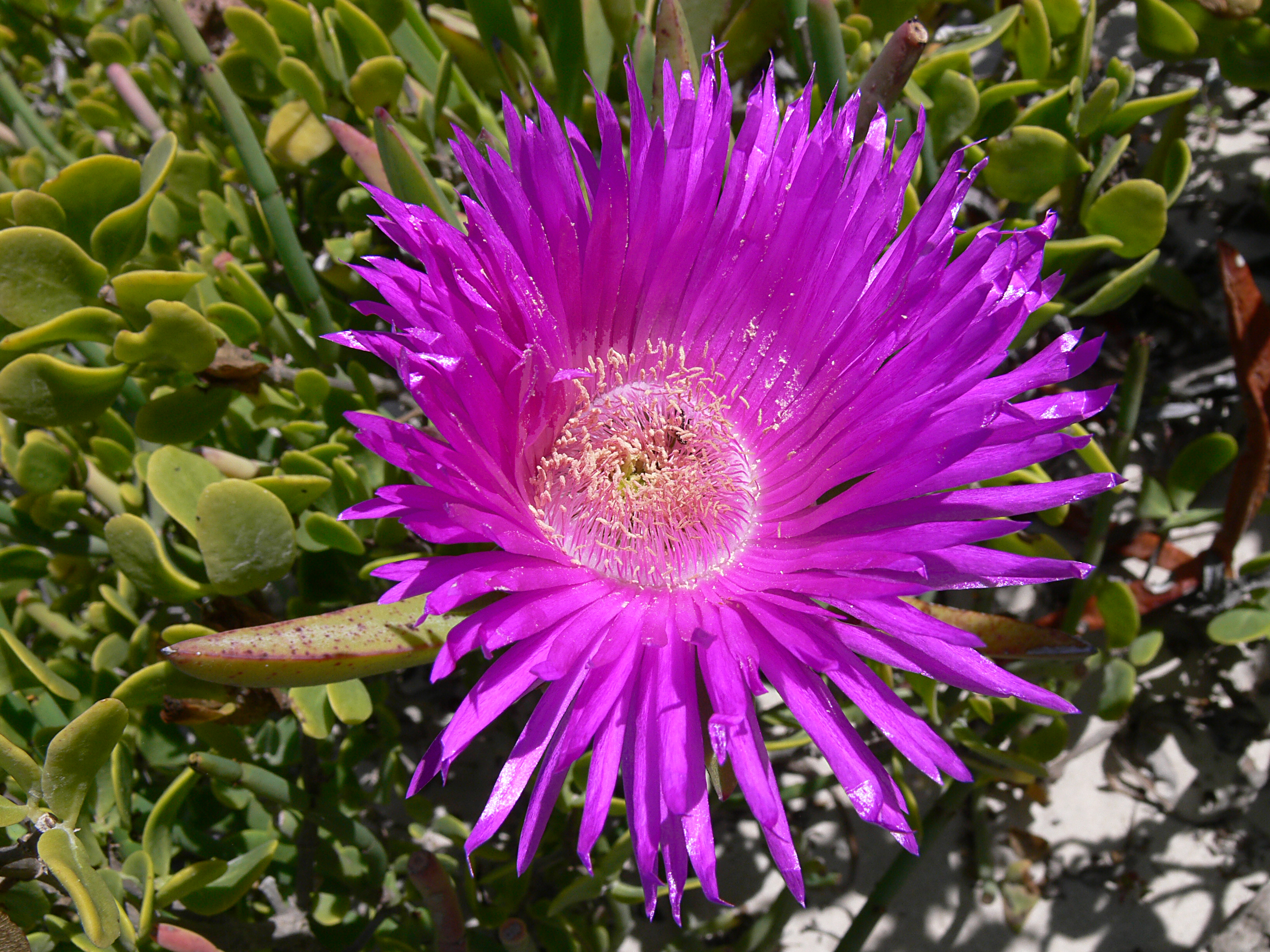
Carpobrotus acinaciformis (L.) L. Bolus